# Satish Kumar
Satish Kumar (4 maggio 1989) è un pugile indiano.

## Palmarès
- Campionati asiatici

Bangkok 2015: bronzo nei pesi supermassimi.
- Giochi del Commonwealth

Gold Coast 2018: argento nei pesi supermassimi.
- Giochi asiatici

Inheon 2014: bronzo nei pesi supermassimi.